# كاي هرمان
كاي هرمان (بالألمانية: Kai Hermann)‏ هو صحفي وكاتب وكاتب سيناريو ألماني، ولد في 29 يناير 1938 في هامبورغ في ألمانيا.

## وصلات خارجية
- كاي هرمان على موقع IMDb (الإنجليزية)
- كاي هرمان على موقع مونزينجر (الألمانية)
- كاي هرمان على موقع ألو سيني (الفرنسية)
- كاي هرمان على موقع أول موفي (الإنجليزية)
- كاي هرمان على موقع قاعدة بيانات الأفلام السويدية (السويدية)
- كاي هرمان على موقع قاعدة بيانات الفيلم (الإنجليزية)